# Třanovice
Třanoviceⓘ (Pools: Trzanowiceⓘ) (Duits: Trzanowitz) is een Tsjechische gemeente in de regio Moravië-Silezië, die deel uitmaakt van het district Frýdek-Místek.
Het dorp ligt in het historische Hertogdom Teschen. In 2006 telde Třanovice 971 inwoners. In het dorp woont een tamelijk grote Poolse minderheid (in 2001: 21,2%).